# Institut National de Jeunes Sourds de Paris

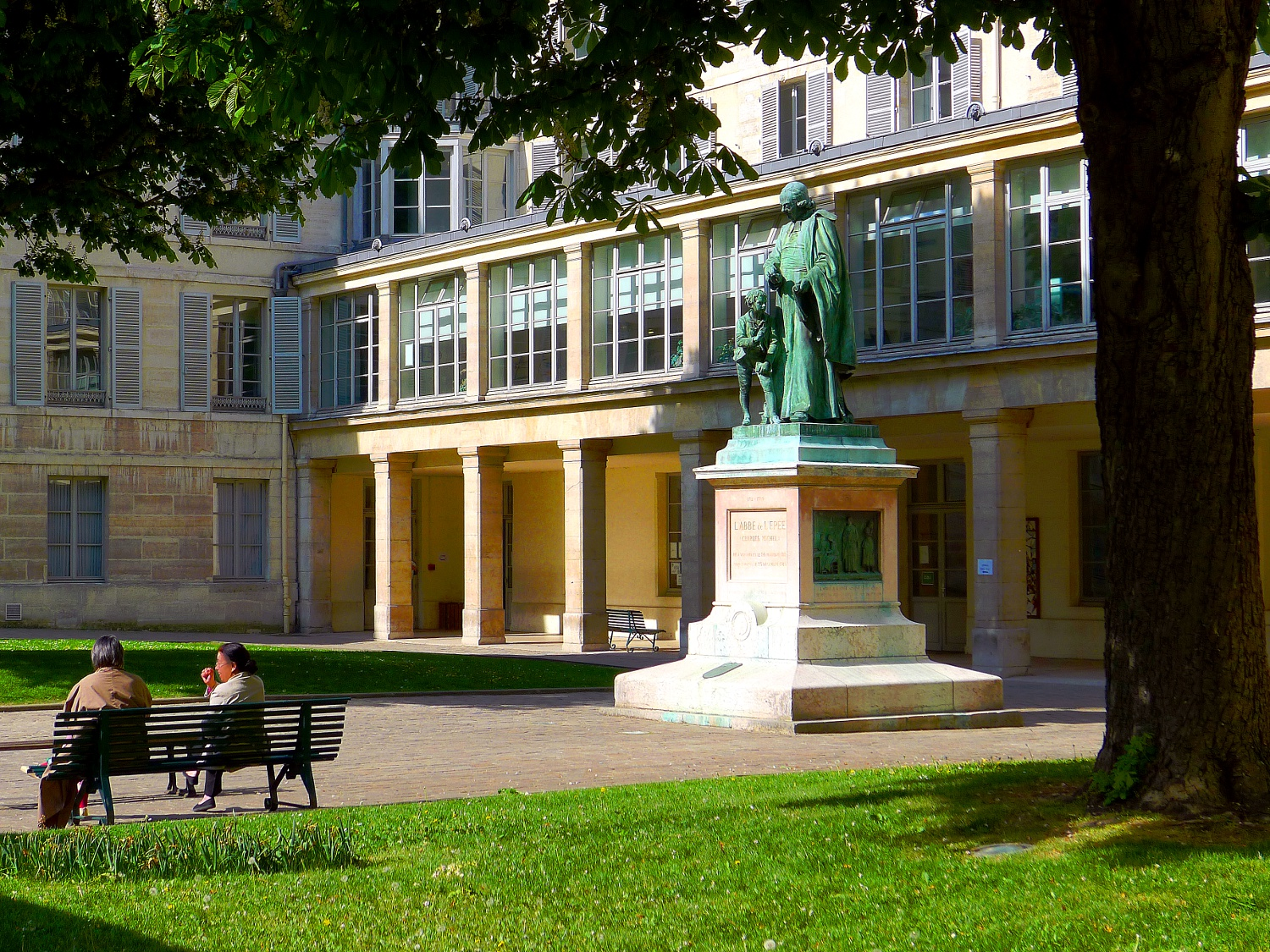
Institut National de Jeunes Sourds de Paris.

Das Institut National de Jeunes Sourds de Paris (deutsch: Nationales Institut für junge Gehörlose; ursprünglich Institution royale des sourds-muets de Paris, deutsch: Königliche Anstalt der Taubstummen Paris) ist eine 1760 gegründete Gehörlosenschule von Charles-Michel de l’Epée in Paris. Die erste Gehörlosenschule weltweit befindet sich in der Rue Saint-Jacques 254 im 5. Arrondissement von Paris.

## Geschichte
Nach dem Tod von Père Vanin 1759 wurden l'Épée zwei gehörlose Mädchen vorgestellt, die einen neuen Lehrer brauchten. L'Épée nahm sich der Sache an, nachdem er ihre Kommunikation mit den Händen gesehen hatte. Diese Form der Kommunikation weckte bei ihm großes Interesse. 1760 gründete er dann in Paris eine informelle Schule für junge Gehörlose.
Seine Suche zur Finanzierung der Schule war zunächst schwierig – das Erzbistum Paris weigerte sich, ihm zu helfen, weil er als Jansenist galt. Ludwig XVI. gewährte ihm schließlich eine Rente von 6.000 Livres aus seiner persönlichen Kasse. Die Schule begann daraufhin und wurde kurz darauf für die Öffentlichkeit geöffnet. Sie wurde die erste kostenlose Schule für Gehörlose und befand sich ursprünglich in einem Haus der Rue des Moulins 14, Butte Saint-Roch des Quartier du Val-de-Grâce, in der Nähe des Louvre in Paris.
Mit einem Erlass des königlichen Rates von 1778 wurde die Schule als staatliche Bildungseinrichtung eingestuft und erhielt staatliche Subventionen. Durch ein Dekret von 1785 wurde die Schule als Bildungseinrichtung etabliert und in das Célestins-Kloster in der Kommende St. Jacques-du-Haut-Pas (Paris) überführt. Nachdem Abbe l'Épée 1789 gestorben war, wurde Abbe Sicard schließlich sein Nachfolger.
Mit dem Gesetz vom 21. und 29. Juli 1791 wurde die Institution des sourds de naissance (Einrichtung für von Geburt an Gehörloser) bzw. Institution Nationale des Sourds-Muets à Paris geschaffen, um die philanthropische Arbeit fortzusetzen. Mit diesem Gesetz wurde auch l'Épée´s Arbeit geehrt, indem sein Name in den Rang eines Bürgers erhoben wurde, der sich um das Vaterland verdient gemacht hatte.
Durch das Gesetz vom März 1803 wurde das Institut in die Räumlichkeiten des ehemaligen Priesterseminars Saint-Magloire verlegt.
1823 wurden die Schulgebäude vom Architekten Antoine-François Peyre restauriert. Seit 1989 stehen sie unter Denkmalschutz.
Prosper Menière war von 1838 bis zu seinem Tod im Jahr 1862 Arzt der Schule. Im Jahr 1861 berichtete er der Académie Nationale de Médecine über mehrere seiner Patienten aus der Schule, die an Schwindel in Verbindung mit ihrem Hörverlust litten, was die umstrittene Grundlage für seine Theorie bildete, dass das Innenohr der Ursprung von Schwindel sei.
1970 drehte François Truffaut auf dem Gelände des Instituts einige Szenen seines Films L’Enfant sauvage (Der Wolfsjunge / Das wilde Kind), in dem er selbst die Rolle des am Institut tätigen Arztes Jean Itard übernahm.
Der Hof trägt heute den Namen des ersten Direktors.

## Bekannte Personen
- Charles-Michel de l’Epée, Gründer und erster Direktor
- Roch-Ambroise Cucurron Sicard, nachfolgender Direktor von l'Épée
- Roch-Ambroise Auguste Bébian, Lehrer
- Jean Massieu, Schüler und Lehrer
- Laurent Clerc, Schüler und Lehrer
- Ferdinand Berthier, Schüler und Lehrer
- Claudius Forestier, Schüler und Lehrer
- David Comberry, Schüler